# Monti Zemplén

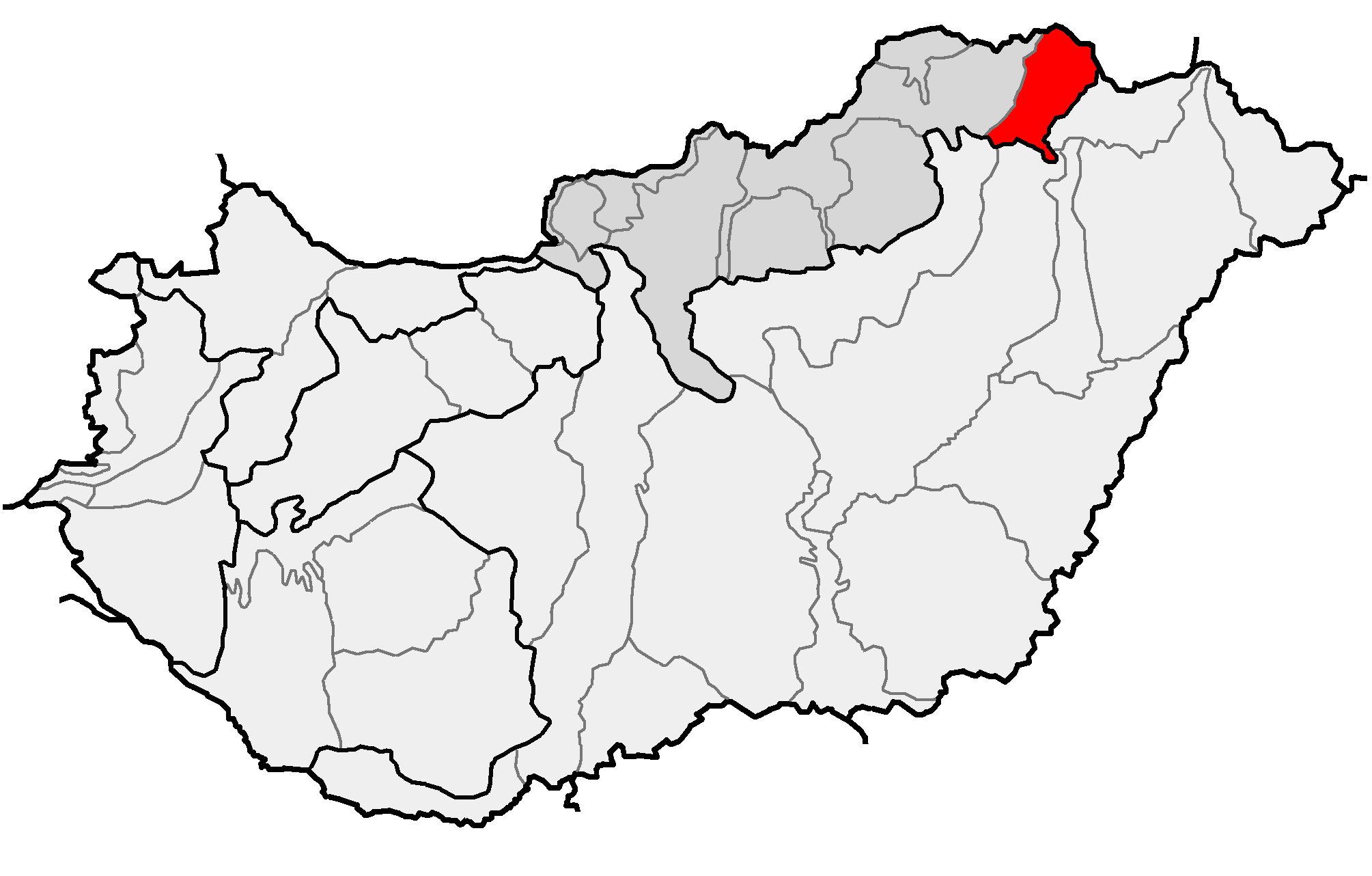

I Zemplén sono una catena montuosa che si trova nel nord dell'Ungheria  e fanno parte dei Rilievi precarpatici settentrionali. La loro cima più alta e il monte Nagy-Milic con 894 metri che si trova nella parte nord al confine con la Slovacchia.
I monti Zemplén si trovano lungo il percorso nel territorio ungherese del Sentiero Europeo di lunga distanza E4, la cui parte ungherese (detta Blue Tour) finisce proprio qui nel paese di Hollóháza.

## Curiosità
Il monte Nagy-Milic si trova alle coordinate 48°34′49″N 21°26′55″E, ed è pertanto il punto più a nord dell'Ungheria.

## Voci correlate

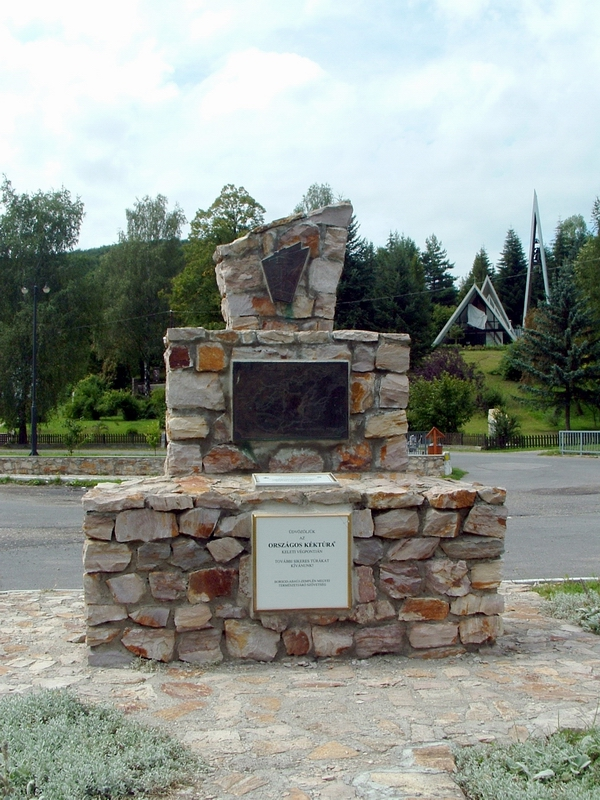
Il monumento nel paese di Hollóháza che indica la fine del sentiero E4 in territorio ungherese (detto Blue Tour)